# Joe Joyce
Joe Joyce, född den 19 september 1985 i London, är en brittisk boxare.
Han tog OS-silver i supertungvikt i samband med de olympiska boxningstävlingarna 2016 i Rio de Janeiro..